# Черногория на летних Олимпийских играх 2008
Черногория впервые выступила на Олимпийских играх как самостоятельное государство на Летнней Олимпиаде в Пекине в августе 2008 года, так же как и страны Маршалловы Острова, Тувалу. Черногория была самым молодым государством, участвующим в Олимпийских играх. Спортсмены из Черногории участвовали в 6 видах спорта. Общее количество выставленных от Черногории атлетов — 31 человек.
Несмотря на то, что команда Черногории дебютировала на этих Олимпийских играх и не получила ни одной олимпийской медали, ей удалось добиться значительных успехов — сборная команда по водному полу сумела занять 4-е место.

## Соревнования

### Водное поло
На квалификационных соревнованиях на Европейском отборочном турнире в Братиславе мужская сборная Черногории по водному поло заняла 1-е место. На Олимпийских играх в Пекине она заняла 4-е место, уступив в матче за 3 место сборной Сербии со счётом 4:6.

#### Групповой Этап. Группа А
|   | Команда    | И | В | Н | П | ГЗ | ГП | Очки |
| - | ---------- | - | - | - | - | -- | -- | ---- |
| 1 | Венгрия    | 5 | 4 | 1 | 0 | 60 | 36 | 9    |
| 2 | Испания    | 5 | 4 | 0 | 1 | 52 | 34 | 8    |
| 3 | Черногория | 5 | 2 | 2 | 1 | 43 | 33 | 6    |
| 4 | Австралия  | 5 | 2 | 1 | 2 | 45 | 40 | 5    |
| 5 | Греция     | 5 | 1 | 0 | 4 | 39 | 56 | 2    |
| 6 | Канада     | 5 | 0 | 0 | 5 | 21 | 61 | 0    |

| 10 августа 2008 10:50 | Отчёт | Венгрия                               | 10:10 | Черногория | Бассейн Ян Дун |
| 10 августа 2008 10:50 | Отчёт | Счёт по четвертям: 3:3, 3:1, 2:4, 2:2 |       |            | Бассейн Ян Дун |

| 12 августа 2008 16:40 | Отчёт | Канада                                | 0:12 | Черногория | Бассейн Ян Дун |
| 12 августа 2008 16:40 | Отчёт | Счёт по четвертям: 0:3, 0:4, 0:4, 0:1 |      |            | Бассейн Ян Дун |

| 14 августа 2008 15:20 | Отчёт | Черногория                            | 10:6 | Греция | Бассейн Ян Дун |
| 14 августа 2008 15:20 | Отчёт | Счёт по четвертям: 3:1, 2:1, 5:2, 0:2 |      |        | Бассейн Ян Дун |

| 16 августа 2008 15:20 | Отчёт | Испания                               | 12:6 | Черногория | Бассейн Ян Дун |
| 16 августа 2008 15:20 | Отчёт | Счёт по четвертям: 3:0, 4:1, 3:4, 2:1 |      |            | Бассейн Ян Дун |

| 18 августа 2008 14:00 | Отчёт | Черногория                            | 5:5 | Австралия | Бассейн Ян Дун |
| 18 августа 2008 14:00 | Отчёт | Счёт по четвертям: 2:1, 1:2, 0:1, 2:1 |     |           | Бассейн Ян Дун |

#### Четвертьфинал
| 20 августа 2008 16:00 | Отчёт | Черногория                            | 7:6 | Хорватия | Бассейн Ян Дун |
| 20 августа 2008 16:00 | Отчёт | Счёт по четвертям: 3:1, 2:3, 1:0, 1:2 |     |          | Бассейн Ян Дун |

#### Полуфинал
| 22 августа 2008 18:20 | Отчёт | Венгрия                               | 11:9 | Черногория | Бассейн Ян Дун |
| 22 августа 2008 18:20 | Отчёт | Счёт по четвертям: 3:4, 3:3, 3:0, 2:2 |      |            | Бассейн Ян Дун |

#### Матч за 3-е место
| 24 августа 2008 14:20 | Отчёт | Черногория                            | 4:6 | Сербия | Бассейн Ян Дун |
| 24 августа 2008 14:20 | Отчёт | Счёт по четвертям: 0:2, 1:2, 1:2, 2:0 |     |        | Бассейн Ян Дун |